# Kenneth Muguna
Kenneth Muguna (sinh 6 tháng 1 năm 1996) là một cầu thủ bóng đá Kenya thi đấu ở vị trí Tiền vệ cho KF Tirana ở Giải bóng đá hạng nhất quốc gia Albania.

### Bàn thắng quốc tế
Bàn thắng và kết quả của Kenya được để trước.
| #  | Ngày                 | Địa điểm                                       | Đối thủ  | Bàn thắng | Kết quả | Giải đấu        |
| -- | -------------------- | ---------------------------------------------- | -------- | --------- | ------- | --------------- |
| 1. | 8 tháng 9 năm 2019   | Trung tâm thể thao quốc tế Moi, Nairobi, Kenya | Uganda   | 1–1       | 1–1     | Giao hữu        |
| 2. | 19 tháng 11 năm 2019 | Sân vận động Lugogo, Kampala, Uganda           | Tanzania | 2–0       | 2–1     | CECAFA Cup 2019 |